# Konstytucja Monako
Konstytucja Monako po raz pierwszy została przyjęta w Monako w 1911 roku. Rainier III stworzył nową konstytucję, która weszła w życie 17 grudnia 1962 roku. Dzięki konstytucji w Monako powstał rząd oraz parlament, który wykonuje władzę wspólnie z księciem.

## Władza wykonawcza
Książę Monako jest najwyższym ciałem wykonawczym w księstwie. Jednakże książę dzieli część władzy z Radą Rządową pod przewodnictwem Ministra Stanu, który wybiera 4 członków do Rady. Członkowie wybrani przez Ministra Stanu mają za zadanie pomóc księciu w wykonywaniu prawa.

## Władza ustawodawcza
Przepis konstytucji z 1962 roku ustanowił jednoizbowy parlament – Radę Narodową. Każda ustawa, która jest proponowana w parlamencie, musi uzyskać akceptację księcia, który ostatecznie podejmuje decyzję.

## Władza sądownicza
Prawo jest wykonywane przez różne sądy, które podlegają księciu Monako. Niezależność sędziów jest zagwarantowana przez konstytucję. Sąd najwyższy jest najwyższym możliwym sądem, który wykonuje prawo. Składa się on z 5 sędziów. 2 sędziów jest wybieranych przez księcia, natomiast 3 kolejnych pochodzi z wybranych przez Radę Narodową. System prawny Monako jest podobny do tego, który funkcjonuje we Francji. Oprócz tego system prawny w Monako częściowo opiera się na kodeksie Napoleona.